# Quadrangle de Beta Regio
Le quadrangle de Beta Regio (littéralement :  quadrangle de la région Bêta), aussi identifié par le code USGS V-17, est une région cartographique en quadrangle sur Vénus. Elle est définie par des latitudes comprises entre 25° et 50° N et des longitudes comprises entre 270° et 300° E,. Il tire son nom de la région Bêta.

## Coronæ
- Blathnat Corona
- Emegen Corona
- Rauni Corona
- Urash Corona